# Бебі-бум (галактика)
Галактика Бебі-бум (англ. Baby Boom Galaxy) — галактика зі спалахом зореутворення, яка перебуває на відстані 12,2 мільярди світлових років від Землі. Виявлена науковим центром Спітцера НАСА при Каліфорнійському технологічному інституті, галактика примітна тим, що вона є новим лідером серед найяскравіших галактик зі спалахом зореутворення в дуже далекому Всесвіті, де яскравість є відображенням надзвичайно активного формування зір. Галактика Бебі-бум також отримала прізвисько «екстремальна зоряна машина», тому що вона утворює зорі з незвичайною швидкістю бл. 4000 на рік (одна зірка кожні 2,2 години). В нашій галактиці Чумацький Шлях в середньому утворюються лише 10 зірок на рік.

## Відкриття
Галактика Бебі-бум була відкрита та охарактеризована 2008 р. з використанням набору телескопів, що працюють на різних довжинах хвиль. Космічний телескоп «Хаббл» та японський телескоп Субару (на вершині гори Мауна-Кеа на Гаваях) вперше побачили галактику у видимому світлі, де через велику відстань вона виглядала як непомітна пляма. І лише коли телескоп Спітцер і телескоп імені Джеймса Клерка Максвелла, також на горі Мауна-Кеа на Гаваях, роздивилися галактику в інфрачервоних і субміліметрових довжинах хвиль, відповідно, галактика була офіційно відкрита.

## Дивна поведінка
Галактика Бебі-бум отримала таку назву тому що вона народжує більше 4000 зір на рік (для порівняння, Чумацький Шлях утворює в середньому лише 10 зір на рік). За такої швидкості зореутворення за 50 мільйонів років утвориться така кількість зір, як у наймасивніших з відомих галактик.
Це відкриття також кидає виклик прийнятій моделі формування галактик, згідно з якою більшість галактик повільно збільшуються, поглинаючи шматки інших галактик, а не зростають внутрішньо.
Ще один незвичайний аспект полягає в тому, що вчені спостерігають за цією галактикою в той час, коли Всесвіту було лише трохи більше 1,4 млрд років, що означає, що ця галактика демонструвала дивну поведінку в той час, коли Всесвіт ще був у дитинстві.
«Ця Галактика переживає серйозний бебі-бум, народжуючи більшість своїх зір одночасно», — сказав Пітер Капак з наукового центру Спітцер НАСА. «Якщо б наша людська популяція створювалась з аналогічною швидкістю, майже всі живі сьогодні люди були б одного віку». На це головний дослідник «Огляду космічної еволюції» (англ. Cosmic Evolution Survey, COSMOS) Нік Сковілль з Калтеха відповів: «Ми можемо вперше стати свідками формування однієї з найбільш масивних еліптичних галактик у Всесвіті».